# Giovanni Pierluigi da Palestrina
Giovanni Pietro Aloisio Sante da Palestrina, italijanski renesančni skladatelj, * okrog 1525, Palestrina, Lacij, † 2. februar 1594, Rim.
Palestrina je najbolj znani predstavnik rimske šole kompozicije cerkvene glasbe v 16. stoletju. Imel je pomemben vpliv na razvoj cerkvene glasbe, njegovo delo velja za vrhunec renesančne polifonije.

## Življenjepis
Palestrina se je rodil v mestu, ki stoji na mestu starega rimskega Praenestum v pokrajini Lacij (Latium). Družina, v kateri se je bodoči skladatelj rodil, verjetno ni imela meščanskih pravic, zato so ga krstili z osebnim imenom Giovanni, ki mu sledi dedovo ime Pierluigi. Z glasbo se je začel ukvarjati s sedmimi leti. Najprej je pel v pevskem zboru v stolnici sv. Agapita v Palestrini, leta 1537 pa v zboru v baziliki Marije Snežne v Rimu. Tam je hodil v šolo takrat slavljenega glasbenega učitelja Goudimela, pri katerem se je hitro naučil kontrapunkta. Na Palestrino je tedaj vplival tudi kapelnik Rubino Mallapert. Leta 1544 se je vrnil v Palestrino, kjer je postal organist in vodja zbora v tamkajšnji stolnici. Ko je leta 1550 kardinal Giovanni del Monte (škof pri sv. Agapitu) postal papež Julij III., je s seboj v Rim pripeljal tudi Pierluigija za vodjo zbora Cappelle Giulie v Baziliki svetega Petra. Papež je bil ljubitelj umetnosti in je podpiral glasbenika. Ta se je z družino (ženo in sinovoma Rodolfom in Angelom) naselil v Rimu.
Leta 1554 je Palestrina napisal prvo zbirko maš in jo posvetil papežu. Za nagrado ga je papež sprejel v zbor sikstinske kapele. Naslednik, papež Pavel IV., ga je iz nje izključil, ker je bil poročen, to pa je bilo proti pravilom. Tudi njegovi madrigali so se zdeli novemu papežu nevzgojni.
Postal je kapelnik v baziliki svetega Janeza v Lateranu v Lateranu, kjer je ostal do leta 1561. Doživljal je velike uspehe. Od leta 1565 je poučeval glasbo v Seminario romano. Za mecena je poskušal pridobiti tudi španskega kralja Filipa II. in Guglielma Gonzagoja ter pri cesarju Maksimilijanu II., kar pa mu ni uspelo.
Po smrti žene in dveh sinov je razmišljal tudi o duhovniškem poklicu, a se je po prejemu nižjih redov vrnil v posvetno življenje, se bogato poročil in se ukvarjal tudi s trgovino s krznom. Bil je plodovit skladatelj pozne renesanse. Palestrina je umrl leta 1594 za vnetjem pljučne ovojnice (plevritisom). Pokopali so ga s slavnostno ceremonijo v baziliki svetega Petra v Rimu, ob pokojni ženi in sinovih. Ker ni zapustil oporoke, je njegove posle še več mesecev zaključeval edini preživeli sin Iginio.

## Delo
Palestrina je napisal na stotine skladb: 105 maš, od katerih nekatere predvajajo še danes, 68 oratorijev, okoli 140 madrigalov in več kot 307 motetov. Poleg tega še vsaj 79 himn, 35 magnificatov (pesmi hvalnic o Devici Mariji), 68 ofertorijev, 11 litanij in štiri ali pet sklopov žalostink. Leta 1584 je izdal zbirko Canticum canticorum - zbirka motetov. Izdal je dve zbirki madrigalov s posvetnimi besedili, eno leta 1555 in drugo leta 1586. Večino maš je napisal in objavil v trinajstih zvezkih med letoma 1554 in 1601, zadnjih sedem je bilo objavljenih po njegovi smrti. Med najpomembnejša dela sodi maša Missa Papae Marcelli, napisana v spomin na papeža Marcela II.
Naročila za skadbe je dobival tako iz Rima kot iz Benetk. Prvotni flamski vpliv in vpliv gregorijanskega korala je kmalu presegel. Navezoval se je tako na posvetne kot cerkvene prvine predvsem v vokalnih skladbah tipa a capella. Instrumenti so bili v cerkvah nezaželeni, tridentinski koncil (1545-1563) jih je celo prepovedal. 
Legenda pravi, da je papež Marcel leta 1555 z reformami v cerkvi želel opustiti večglasno petje pri bogoslužju in obdržati zgolj enoglasno koralno petje. Palestrina naj bi napisal Mašo papeža Marcela prav z namenom, da bi dokazal, da tudi polifona glasba lahko izraža predanost Bogu. Ko je bila maša izvedena v Sikstinski kapeli, naj bi bil papež ganjen do solz in nato razglasil, da je polifona glasba dovoljena. S tem naj bi Palestrina »rešil cerkveno glasbo«. 
Veliko pozornost je namenjal besedilu maš. Številne so bile posvečene devici Mariji (na primer: V nebo je bila vzeta Marija, Zdrava marija nebes), Maša Danes je bil rojen Kristus (Hodie Christus natus est) je posvečena sijaju in poveličanju, premišljevanju in molitvi pa maša Večni Kristusovi darovi (Aeterna Christi munera). Španskemu kralju Filipu II. je posvetil drugo in tretjo zbirko maš.
Palestrinova glasba je bila tenkočutna in ponotranjena. Maše (104) so razdeljene v tri skupine: mladostna dela, ki jih je napisal do petintridesetega leta, v drugem delu so maše v renesančnem duhu in tretji del, ki je strožji in se začne okoli leta 1590 z Večnimi Kristusovimi darovi. Predvsem maše so bile odraz papeževih nasvetov glede vsebin, ki so morale povzeti boj zoper širjenje lutrovskega razkola. V svoji glasbi je zvesto sledil besedilu in se poistovetil z molitvijo. Na splošno velja mnenje, da je Palestrina močan in rafiniran skladatelj, čigar glasba predstavlja vrh tehnične dovršenosti v pozni renesansi.
Eno najpomembnejših del je tudi veličastna osemglasna Stabat mater na besedilo Jacopona da Todija. Glasba je lirična in polna čustev.
Obstajata dve obsežni izdaji Palestrinovih del: 33 zvezkov v izdaji založbe Breitkopf in Härtel, objavljenih v Leipzigu (Nemčija) med letoma 1862 in 1894, ki jih je uredil Franz Xaver Haberl, in 34 zvezkov, objavljenih v sredini dvajsetega stoletja, ki jih je izdal Fratelli Scalera v Rimu, uredil pa R. Casimiri in drugi.